# Francis Polkinghorne Pascoe
Francis Polkinghorne Pascoe (* 1. September 1813 in Penzance, Cornwall; † 20. Juni 1893 in Brighton, East Sussex) war ein englischer Entomologe. Sein Forschungsschwerpunkt war die Ordnung der Käfer (Coleoptera).

## Leben und Wirken
Nach seiner medizinischen Ausbildung am St Bartholomew’s Hospital in London und seiner Qualifikation zum Membership of the Royal College of Surgeons (M.R.C.S.) im Jahre 1835 wurde er Assistenzarzt in der Royal Navy und diente in Australien, den westindischen Inseln und im Mittelmeer. 1843 schied er aus dem Marinedienst aus. Er heiratete und siedelte in der Nähe von St Austell in Cornwall, wo auf dem Anwesen seiner Frau Kaolinit produziert wurde. Als seine Frau im Jahre 1851 starb, zog er nach London und wandte sich naturgeschichtlichen Studien zu. In der Folgezeit unternahm er Sammelexpedtionen nach Europa, Nordafrika und dem Unterlauf des Amazonas. Sein Hauptaugenmerk legte er jedoch auf die Beschreibung der wissenschaftlichen Sammlungen von Alfred Russel Wallace, Robert Templeton und anderen Forschern, deren etwa 2.500 Typusexemplare im Natural History Museum in London aufbewahrt werden. Pascoes erste wissenschaftliche Abhandlung aus dem Jahre 1850 war über die kornische Flora, sein gesamtes weiteres Werk widmete er jedoch der Entomologie, insbesondere den Käfern. Viele von Pascoes wissenschaftlichen Erstbeschreibungen und Studien wurden in Publikationen der Linnean und Entomological Societies veröffentlicht. Seine Monografien über die malaysischen und australischen Bockkäfer aus den Sammlungen von Alfred Russel Wallace gehören zu den bedeutendsten Standardwerken über diese Käferfamilie.
1852 wurde Pascoe zum Fellow of Linnean Society gewählt. 1854 wurde er Fellow of the Entomological Society und von 1864 bis 1865 war er Präsident dieser Gesellschaft. Darüber hinaus war er Mitglied der Société entomologique de France, der Botanical Society of London und gehörte zum Führungsgremium der Ray Society.
Obwohl Pascoe an die Evolution glaubte, kritisierte er in seinen Werken Darwins Evolutionstheorie.

## Schriften (Auswahl)
- 1850: Cornish Plants In: The Botanical gazette; a journal of the progress of British botany and the contemporary literature of the science. London., S. 37–39
- 1859: On some new Anthribidae
- 1864: Longicornia malayana; or A descriptive catalogue of the species of the three longicorn families Lamiidae, Cerambycidae amd Prionidae
- 1866: On the longicornia of Australia: with a list of all the described species. Linnean Society of London
- 1868: A list of the Australian longicorns. F. White
- 1869: Descriptions of new genera and species of Tenebrionidae from Australia and Tasmania. Taylor and Francis
- 1871: Catalogue of the described diurnal Lepidoptera of Australia. F. White
- 1874: Contributions towards a knowledge of the Curculionidae. Journal of the Linnean Society of London
- 1877: Zoological classification: a handy book of reference with tables of the subkingdoms, classes, and orders of the animal kingdom, their characters, and lists of the families and principal genera. John van Voorst (eine zweite Ausgabe erschien 1880)
- 1877: Papers on Curculionidae
- 1882: The student's list of British Coleoptera, with synoptic tables of the families and genera. Taylor and Francis
- 1884: Notes on natural selection and the origin of species. Taylor and Francis
- 1885: List of British vertebrate animals. Taylor and Francis
- 1885: List of the Curculionidae of the Malay Archipelago: collected by Dr. Odoardo Beccari, L.M. D'Albertis, and others
- 1886: Analytical lists of the classes, orders, etc. of the animal kingdom
- 1888: A list of the described Longicornia of Australia and Tasmania. Taylor and Francis
- 1890: The Darwinian theory of the origin of species
- 1891: A summary of the Darwinian theory of the origin of species. Taylor and Francis